# Гази-Хаджи
Гази Хаджи (Беза Хаджи) Зандакский (чечен. Зандакъара Гӏеза-Хьаьжа; 1808, Зандак, Чечня — 1867, Мекка) — чеченский шейх, духовный лидер повстанцев во время Кавказских войн, видный религиозный и политический деятель Северного Кавказа в XIX.

## Биография
Гази-Хаджи родился в 1808 году в старинном горном чеченском селении Зандак (ныне Ножай-Юртовский район) в семье уважаемого горца Арзу сына Гази-Багомеда из тайпа Зандакой. Гази с раннего детства отличался тягой к религиозным знаниям. Ещё в юношеские годы отец отдает его на воспитание и обучение известному лезгинскому шейху Мухаммаду Ярагскому, которого считают одним из основателей «Кавказского мюридизма».

### Религиозная деятельность
Гази-Хаджи был не просто духовным проповедником, но и известным идеологом Северо-Кавказского имамата. На определённом этапе освободительного движения горцев Он выполнял функции мухтасиба, исламского инспектора, который следил за выполнением норм шариата различными должностными лицами Имамата (мудирами, наибами, кадиями и др.). Также в 1840-е гг. Гази-Хаджи выступил в качестве исламского миссионера на Северо-Западном Кавказе среди адыгов, после этого он выполнял роль духовного наставника в Малой Чечне, о котором наиб этой области Саадула Гехинский отмечал: 
«Мы при помощи Божией идем по истинному пути, указанному нам пророком и остаемся напутствуемы добрыми советами известного всем Шайха Гази»
После пленения Шамиля в августе 1859 года, шейх Гази-Хаджи продолжал свою проповедническую деятельность. Во время восстания в горной Чечне (1860—1861 годы) стал активным участником и духовным лидером повстанцев. После подавления восстания власти переселяют его вместе с семьей на равнину в Надтеречный округ.

### Смерть
Пробыв продолжительное время в ссылке, лишенный права возвращения в родные горы, шейх принимает решение выполнить свое давнее желание — отправиться в святую Мекку и совершить обряды хаджа, где приблизительно в 1866—1867 г. покинул земную обитель. Он похоронен в Мекке недалеко от самой главной святыни исламского мира — Масджид-аль-Харам (Заповедной мечети).